# Kaločko-bačka nadbiskupija
Kaločko-bačka nadbiskupija je bivša rimokatolička nadbiskupija koja se prostirala na jugoistoku Mađarske, zapadu, sjeveru i istoku Hrvatske, na prostoru autonomne pokrajine Vojvodine u Srbiji te zapadnim područjem Rumunjske. 
Nastala je u 11. stoljeću personalnim ujedinjavanjem Kalačke i Bačke nadbiskupije.
Prvo je nosila naziv Bačko-kalačka nadbiskupija, a kasnije je nosila obrnuti naziv, Kalačko-bačka nadbiskupija.
Imala je dva kaptola. Jedan se nalazio u Baču, a drugi u Kalači.
Nadbiskup ove nadbiskupije je stolovao u Baču u istoimenoj tvrđavi.
U pravilu su kalačkobački nadbiskupi obnašali dužnost župana Bačke županije. Tako je bilo sve do 1776., kad je prvi župan postao svjetovna osoba, grof András Hadik.
1923. je formiranjem Apostolske administracije za jugoslavensku Bačku promijenjen teritorij ove nadbiskupije.

## Značajni objekti
- sjemenište u Kalači

## Vanjske poveznice
- Catholic-Hierarchy